# ديبي روشون
ديبي روشون هي ممثلة كندية، ولدت في 3 نوفمبر 1968 بفانكوفر في كندا.

## أعمال

### أفلام
- (1968) ليلة الموتى الأحياء

## وصلات خارجية
- ديبي روشون على موقع IMDb (الإنجليزية)
- ديبي روشون على موقع ألو سيني (الفرنسية)
- ديبي روشون على موقع أول موفي (الإنجليزية)
- ديبي روشون على موقع قاعدة بيانات الفيلم (الإنجليزية)
- ديبي روشون على موقع كينوبويسك (الروسية)